# Kirkuk Olympic Stadium
Das Kirkuk Olympic Stadium ist ein multifunktionelles Stadion in Kirkuk, Gouvernement Kirkut, Irak. Es wird meistens für Fußballspiele verwendet und hat auch eine Tartanbahn. Die Zuschauerkapazität wird mit 30.000 bis über 40.000 angegeben.
Das Stadion wurde 1982 von einer indischen Baufirma für Olympische Spiele erbaut, die jedoch nie stattfanden. 1986 wurde im Stadion der Palestine Cup zwischen Bahrain, Kuwait, Irak und den Vereinigten Arabischen Emiraten ausgetragen.
Nach dem Fall des Regimes Saddam Husseins 2003 kehrten mindestens 500 Kurden, die zuvor vertrieben worden waren, nach Kirkuk zurück und siedelten sich im Stadion an. Die Familien hausten teilweise mehr als sechs Jahre im Stadion, bevor sie weiterzogen.
Anschließend wurde das Stadion für etwa 20 Milliarden Irakische Dinar (ca. 11,7 Millionen Euro) renoviert und unter anderem mit einem Hotel und zwei Trainingsplätzen erweitert. Die Baumaßnahmen wurden vom irakischen Jugend- und Sportministerium getragen. Baubeginn war 2011, die geplante Fertigstellung ursprünglich 2015. Im Januar 2020 wurde das Budget für das Projekt auf 33,5 Milliarden Dinar (ca. 25,2 Millionen Euro) erhöht.
Das Kirkuk Olympic Stadium ist das Heimstadion des Kirkuk FC.